# Bombycilaena
Bombycilaena là một chi thực vật có hoa trong họ Cúc (Asteraceae).

## Loài
Chi Bombycilaena gồm các loài: